# W. Michael Blumenthal
Pour les articles homonymes, voir Blumenthal.
Werner Michael Blumenthal, né le 3 janvier 1926 à Oranienbourg (Prusse, Allemagne), est un économiste et homme politique américain, d'origine allemande. Membre du Parti démocrate, il est secrétaire au Trésor des États-Unis entre 1977 et 1979 dans l'administration du président Jimmy Carter. Depuis 1997, il dirige le musée juif de Berlin.

## Biographie

### Jeunesse et études
Né à Oranienbourg près de Berlin en Allemagne, il est le fils d'un commerçant juif, Ewald Blumenthal. Son père est interné à Dachau par le régime nazi mais sa mère parvint à obtenir sa libération. Ses parents liquident alors leurs biens en toute hâte  puis Il fuit le pays en compagnie de ses parents en 1939, peu de temps avant que n'éclate la Seconde Guerre mondiale. Ils se rendent tout d'abord à Shanghaï, seul endroit au monde où ils peuvent se rendre sans visa et où ils sont assignés à résidence dans le ghetto de Shangaï avec 20.000 autres juifs européens, sous controle japonais ; il y survit difficilement en exerçant des petits boulots, dont celui de nettoyage d'une usine chimique pour le salaire d' un dollar par semaine ; néanmoins il poursuit une scolarité et a pu apprendre l'anglais pendant une brève période en fréquentant une école britannique ainsi qu' un peu de chinois, de français et de portugais . Il émigre aux États-Unis en 1947. Il étudie à l'université de Californie à Berkeley, puis à la Haas School of Business, où il obtient en 1951 un B.S. en business administration et enfin à Princeton où il reçoit son Ph.D.

### Carrière
Blumenthal travaille alternativement dans le secteur privé, pour diverses compagnies, et le public, comme adjoint de l'assistant du secrétaire aux affaires économiques de 1961 à 1963 puis comme représentant spécial du président aux négociations commerciales, avec rang d'ambassadeur de 1963 à 1967. Blumenthal rejoint la Commission trilatérale en 1973 et était président de la Bendix Corporation, entreprise spécialisé dans l'armement et l'électronique, quand il est nommé secrétaire au Trésor le 23 janvier 1977, poste qu'il occupe jusqu'au 4 août 1979.
Il représente la président Jimmy Carter aux obsèques du président Boumédienne à Alger en décembre 1978.
En 1986, il est chargé de la fusion des sociétés Sperry et Burroughs, qui forment Unisys. Il est ensuite associé dans une banque d'investissements et commence la rédaction de ses mémoires. En 1997, il est nommé directeur de la fondation du musée juif de Berlin. Malgré de nombreuses difficultés, il parvient à en faire le plus grand musée juif d'Europe.

## Honneurs et récompenses
Blumenthal a reçu en 2002 la médaille Goethe.

## Source
- (en) Biography of Secretary Michael Blumenthal, département du Trésor des États-Unis